# Діокець-Редіу
Діокець-Редіу, Діокеці-Редіу (рум. Diocheți-Rediu) — село у повіті Вранча в Румунії. Входить до складу комуни Мовіліца.
Село розташоване на відстані 184 км на північний схід від Бухареста, 25 км на північ від Фокшан, 140 км на південь від Ясс, 89 км на північний захід від Галаца, 122 км на схід від Брашова.

## Населення
За даними перепису населення 2002 року у селі проживали 749 осіб, усі — румуни. Усі жителі села рідною мовою назвали румунську.